# Kováskápolnok
Kováskápolnok (Făurești), település Romániában, a Partiumban, Máramaros megyében.

## Fekvése
Magyarlápostól északnyugatra, Kápolnokmonostortól északkeletre, Lacház északkeleti szomszédjában fekvő település.

## Története
Kováskápolnok, Kápolnok nevét 1405-ben említette először oklevél Kawachfalua néven.
1424-ben Kowaczkapolnok, Kowachkapolnok, 1475-ben Kowaczfalwa (Kovácsfalva), 1650-ben Kovas-Kapálnak, 1639-ben Kovaczkapalnok, 1733 Feuresty, 1760–1762 között Kováts Kápolnak, 1808-ban Kápolnak (Kovás-), 1888-ban Kovás-Kápolnok (Fauresty-Capelnicu, Trestia), 1913-ban Kováskápolnok néven íták.
Kováskápolnok Kővár tartozéka, román lakosságú falu volt, melyet Zsigmond király Kővárral és tartozékaival Balk fiainak Demeterne és Sandrinnak és Drág fiainak Györgynek és Sandrinnak adományozott, majd az 1424 évi osztozkodáskor Drág fiának Györgynek és Sandrinnak jutott.
1543-ban végzett adóösszeíráskor Drágffy Gáspáré, 1546–1552 között pedig már Drágffy Gáspár özvegyéé, somlyói Báthory Annáé volt.
1553–1554-ben Drágffy György birtoka, majd a család kihalta után, 1556-ban Izabella királyné Drágffy György e birtokát bátori (ecsedi) Báthori Györgynek, nejének somlyói Báthory Annának és fiuknak Istvánnak adományozta.
1583-ban Báthory Zsigmond e falut a kapniki ezüstbányászat céljából 2 évre, majd 1685-ben újabb 12 évre Herberstein Felicziánnak adta haszonbérbe, majd 1591-ben Herberstein Feliczián halálával a fejedelem ahaszonbért örököseivel további 6 évre megújította.
1602-ben Báthory Zsigmond e birtokot Cserényi Farkasnak adományozta.
1612-ben pedig Lónyai Menyhértet írták birtokosául, aki Kováskápolnokot még Báthory Gábortól kapta.
1639-ben a kapniki bányához tartozott.
1650-ben tisztán kincstári birtok volt és Kővár tartozékai közé számították.
1910-ben 680 lakosából 10 magyar, 64 német, 606 román volt. Ebből 48 görögkatolikus, 561 görögkeleti ortodox, 69 izraelita volt.
A trianoni békeszerződés előtt Szolnok-Doboka vármegye Kápolnokmonostori járásához tartozott.